# Benjamin Patersen
Benjamin Patersen, né le 2 septembre 1748 ou 1750 à Varberg (Suède) et mort en 1814 ou 1815 à Saint-Pétersbourg, est un peintre et graveur suédois actif en Russie.

## Biographie
Fils d'un douanier, Benjamin Patersen acquiert une formation artistique à Göteborg auprès du peintre Simon Fick ; il y devient membre du Göteborgs Målareämbete (bureau des peintres et des artistes de Göteborg). De 1774 à 1786, il travaille à Riga. En 1787, il s'installe à Saint-Pétersbourg comme peintre ; il s'y marie en 1791.
Patersen peint des portraits et des scènes de genre, mais il est surtout connu pour ses vues de Saint-Pétersbourg : il en a réalisé plus de 100, peintes à l'huile ou à l'aquarelle, ou en gravure aquarellée. Ses tableaux ont un intérêt documentaire et historique pour la ville à la fin du XVIIIe siècle et au début du XIXe siècle.
Il garde des contacts en Suède, en envoyant dès 1790 des œuvres aux expositions annuelles de l'Académie royale des arts de Suède ; il en est nommé membre en 1798. 
Vers 1800, il réalise, sur commande du tsar Paul Ier, une série de vue des rives de la Neva ; il est nommé peintre de cour.
La plupart de ses œuvres sont conservés au Musée de l'Ermitage à Saint-Pétersbourg et au Musée Pouchkine à Moscou.

## Œuvre

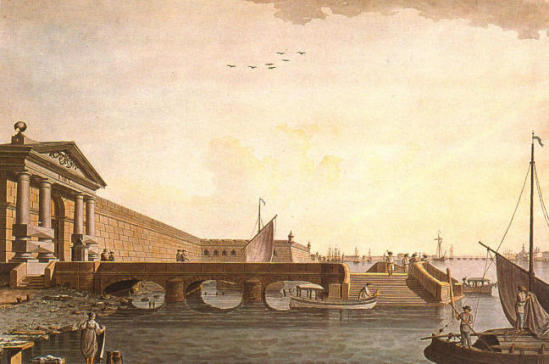
Porte Neva, Forteresse Pierre-et-Paul
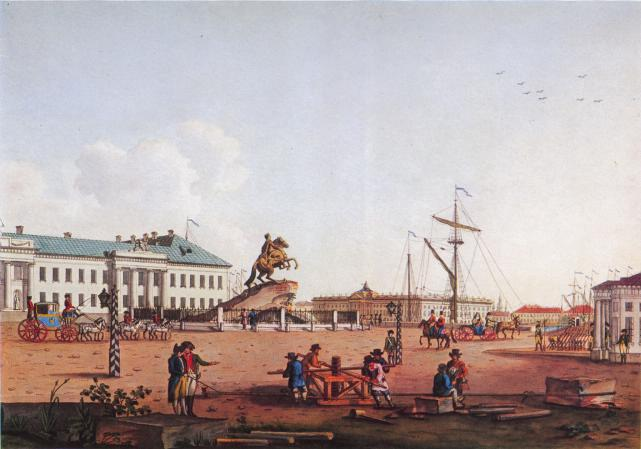
Place du Sénat (Saint-Pétersbourg)
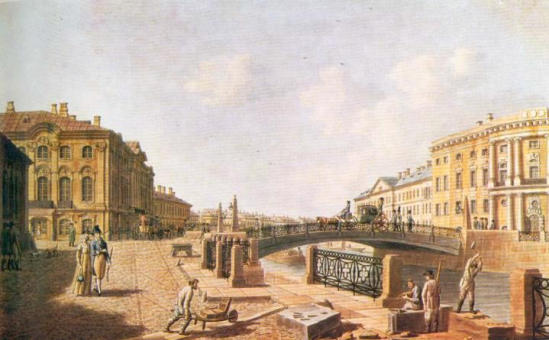
Pont Vert
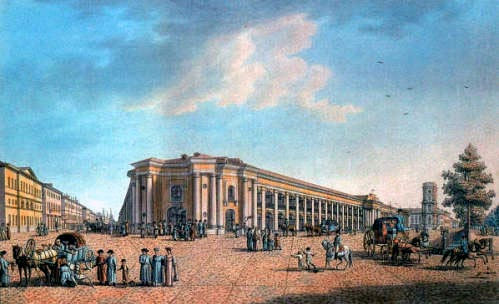
Gostiny Dvor (Saint-Pétersbourg)
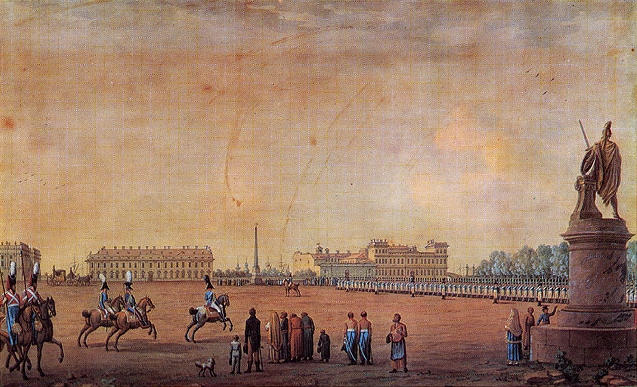
Le Champ de Mars à Saint-Pétersbourg, 1801
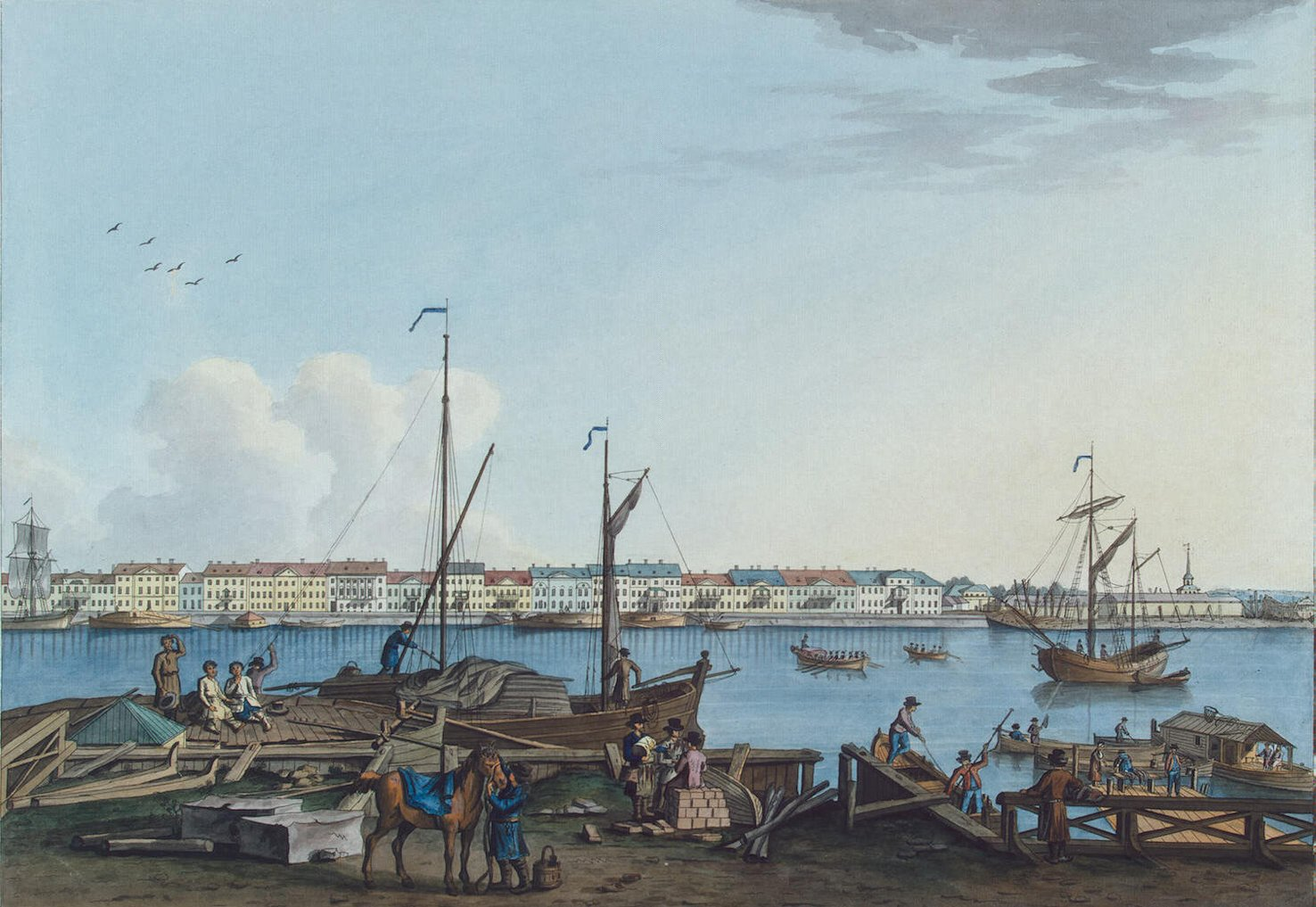
Vue du quai des Anglais à Saint-Péterbourg depuis l'île Vassilievski, gravure rehaussée d'aquarelle, 1799 (Saint-Péterbourg, musée de l'Ermitage)
Le consul F. L. Giers et sa famille, huile sur toile, 1790 (Stockholm, Nationalmuseum)